# Дуб «Соколівський»
Дуб «Соколі́вський» — вікове дерево, ботанічна пам'ятка природи місцевого значення в Україні.

## Розташування
Зростає поблизу с. Соколів Золотопотіцької селищної громади Чортківського району  у кварталі 4 виділі 7 Золотопотіцького лісництва в межах лісового урочища «Соколів».

## Пам'ятка
Оголошений об'єктом природно-заповідного фонду рішенням № 131 виконкому Тернопільської обласної ради від 14 березня 1977 року. Початкова назва — «Соколівський дуб», офіційно перейменована на «Дуб „Соколівський“» рішенням № 75 другої сесії Тернопільської обласної ради шостого скликання від 10 лютого 2016 року.
Перебуває у віданні ДП «Бучацьке лісове господарство».

## Характеристика
Площа 0,02 га.
Під охороною — дуб черещатий віком понад 400 років, діаметром 166 см і висотою 30 м, має науково-пізнавальну та естетичну цінність.

## Джерело
- Бай І. Золотопотіцька дубина. // Тернопільський енциклопедичний словник : у 4 т. / редкол.: Г. Яворський та ін. — Тернопіль : Видавничо-поліграфічний комбінат «Збруч», 2004. — Т. 1 : А — Й. — С. 308. — ISBN 966-528-197-6.